# Yellow Submarine Songtrack
A Yellow Submarine Songtrack az angol rockzenekar, a The Beatles válogatás filmzene albuma, amelyet 1999-ben adtak ki, ugyanabban az évben, amikor az 1968-as a Sárga tengeralattjáró című animációs filmet újra levetítették a mozikban. A filmet 1999. szeptember 13-án mutatták be újra az Egyesült Királyságban, majd másnap az Egyesült Államokban. A többi elérhető Beatles album újrakeveréssel ellentétben a dalokat Peter Cobbin teljesen újrakeverte az Abbey Road Studiosnál az eredeti többsávos szalagokról. Ez az album a Beatles katalógus eredeti CD-kiadásánál nem keverték újra az 1980-as évek végén (a Help! és a Rubber Soul kivételével), sem a 2009-ben.
A Yellow Submarine Songtrack egy kivételével a filmben használt Beatles-dalokat tartalmazza (az A Day in the Life kivételével), köztük több olyat is, amely nem szerepelt az eredeti 1969-es Yellow Submarine albumon. A további számok felváltották az eredeti kiadásban George Martin filmzenéjét, ami teljesen a DVD-audiósávjában volt megtalálható az albumhoz és a filmhez készült CD/DVD kiadáson.
Az album a brit listákon a 8. helyen debütált, az első héten 19 000 példányban kelt el. A Billboard 200-as listán is a 15. helyezést érte el, 68 000 példányban kelt el a nyitó héten. Franciaországban az album a 13. helyen debütált.

## Felépítése
Az album újrakevert számai számos módosítást tartalmaznak az eredeti sztereó felvételekhez képest. A filmben szereplő Beatles-dalok szinte mindegyike megtalálható a Yellow Submarine Songtrack-en. Ez alól kivétel az A Day in the Life, amelyet az EMI úgy döntött, hogy kivesz a Songtrackből, hogy korlátozza a Sgt. Pepper's Lonely Hearts Club Band albumról átkerülő dalok számát.
A címadó dal, a Yellow Submarine tartalmazza az "a life of easy" (John Lennon által elmondott) sort, amely hiányzott a dal korábbi sztereó keveréséből. Lennon sorai a fő dalszövegre fokozatosan pásztázva és elhalványulva a sztereó mező jobb oldaláról balra haladnak. A hangeffektusok ebben a verzióban is hangsúlyosabbak.
A Hey Bulldog teljes egészében egyetlen négysávos kazettára készült. A zongora- és dobelőadásokat együtt rögzítették, és elválaszthatatlanok voltak az új hangkeveréshez. A bal oldali hangcsatornán maradnak ezek, míg az ének és a Ringo Starr dobos által előadott pergő középre került.
A Love You To korábbi sztereó verziója, amelyben George Harrison vokálja rövidebb, megmaradt ennél a változatnál is, mint ahogy az eredeti monó felvételen hallható.
Az akusztikus gitárok és az ütőhangszerek a bal csatornában találhatók az All Together Now új keveréséhez. John Lennon és Paul McCartney énekhangja középen, a kórus pedig bal és jobb oldalra oszlik. A második versszakban hallható háttérének jobban hallható és a gitárszólam is tisztább.
Az Only a Northern Song Songtrack változata jelentette a dal első megjelenését sztereóban. Az eredeti albumon szereplő dal monó verziójának szintetizált Duophonic változatát tartalmazta. Ennek a dalnak egy sztereó mixe az Anthology 2 válogatásalbumon is megjelent, de az alternatív felvételekből állt, amik különböző felülszinkronizálásokat és szövegeket jelentetett meg.

## Promóció
Számos promóció indult a Yellow Submarine film és a remixelt Songtrack 1999-es újrakiadása során. Ezek közé tartozott egy emlékbélyeg-sorozat kiadása, a főszereplők akciófigurái és a különféle sárga tengeralattjáró-termékek, például egérpadok árusítása. Ezenkívül egy 18 kocsiból álló, London-Párizs közötti Eurostar vonatot festettek át Yellow Submarine mintákra. A több mint 160 000 dollárba kerülő vonat költésgeit McCartney, Harrison és Starr finanszírozta. Ezen kívül egy életnagyságú sárga tengeralattjárót egy reklámtúrára vittek szerte a világon.

## Az album számai
Az összes dal Lennon–McCartney szerzemény, kivéve a csillaggal jelölt számokat, amelyeket George Harrison írt.
| Szám | Cím                                   | Énekhang(ok)                | Hossz |
| ---- | ------------------------------------- | --------------------------- | ----- |
| 1.   | Yellow Submarine                      | Starr                       | 2:39  |
| 2.   | Hey Bulldog                           | Lennon, McCartney           | 3:12  |
| 3.   | Eleanor Rigby                         | McCartney                   | 2:06  |
| 4.   | Love You To (*)                       | Harrison                    | 2:58  |
| 5.   | All Together Now                      | Lennon, McCartney           | 2:11  |
| 6.   | Lucy in the Sky with Diamonds         | Lennon                      | 3:28  |
| 7.   | Think for Yourself (*)                | Harrison                    | 2:19  |
| 8.   | Sgt. Pepper's Lonely Hearts Club Band | Lennon, McCartney, Harrison | 2:03  |
| 9.   | With a Little Help from My Friends    | Starr                       | 2:44  |
| 10.  | Baby, You're a Rich Man               | Lennon                      | 3:01  |
| 11.  | Only a Northern Song (*)              | Harrison                    | 3:24  |
| 12.  | All You Need is Love                  | Lennon                      | 3:47  |
| 13.  | When I'm Sixty-Four                   | McCartney                   | 2:37  |
| 14.  | Nowhere Man                           | Lennon, McCartney, Harrison | 2:43  |
| 15.  | It's All Too Much (*)                 | Harrison                    | 6:26  |

A CD/DVD csomag tartalmazza az albumot, valamint a film DVD-jét az eredeti, 1968-as monó hangzású filmzene újrakevert változatát, ami egy elszigetelt sávon volt megtalálható.
Ez az album sárga bakelit lemezen is elérhető volt, az első oldalon az 1–9. számmal, a második oldalon pedig a 10–15. számmal.

## Fordítás
Ez a szócikk részben vagy egészben  a   Yellow Submarine Songtrack című angol Wikipédia-szócikk fordításán alapul.  Az eredeti cikk szerkesztőit annak laptörténete sorolja fel. Ez a jelzés csupán a megfogalmazás eredetét és a szerzői jogokat jelzi, nem szolgál a cikkben szereplő információk forrásmegjelöléseként.